# Grêmio Catanduvense de Futebol
Der Grêmio Catanduvense de Futebol, auch nur kurz Grêmio Catanduvense genannt, ist ein Fußballklub aus Catanduva, im brasilianischen Bundesstaat São Paulo. Sein Maskottchen ist eine Hexe.

## Geschichte
Bevor der Grêmio Esportivo gegründet wurde, gab es bereits professionellen Fußball in Catanduva. Zuerst war dieses der von 1953 bis 1963 bestehende Catanduva Esporte Clube. Dieser trat aber zu keiner Zeit in der obersten Spielklasse Staatsmeisterschaft von São Paulo, der Liga des Bundesstaates an. An diesen anknüpfend wurde 1970 der Grêmio Esportivo Catanduvense gegründet. Der Klub nahm von 1989 bis 1993 an der obersten Spielklasse der Staatsmeisterschaft teil und 1989 ein Mal in der Série B, der zweiten nationalen Liga. 1993 löste sich der Klub aufgrund finanzieller Probleme auf. An seine Stelle trat 1994 ein neuer Catanduva Esporte Clube, welcher bis 1995 bestand und in beiden Jahren in der zweiten Liga der Staatsmeisterschaft antrat. Im März 1999 wurde der Clube Atlético Catanduvense (CAC) gegründet. Da lange Zeit kein Klub aus der Stadt an einem offiziellen Wettbewerb teilgenommen hatte und CAC somit vom regionalen Fußballverband, dem Federação Paulista de Futebol (FPF), eingeordnet wurde, startete dieser in der fünften Liga der Staatsmeisterschaft. 2001 löste sich dann auch dieser Klub wieder auf.
Am 16. April 2004 wurde dann Grêmio Catanduvense ins Leben gerufen. Noch im selben Jahr erhielt der Klub eine Lizenz der FPF und startete in der fünften Liga der Staatsmeisterschaft. Man debütierte zuhause am 18. April 2004 gegen den Radium FC aus Mococa mit einem 2:1-Sieg. Am Ende der ersten Runde war der Klub Tabellenführer seiner Gruppe 2 und zog mit neun Siegen, vier Unentschieden und einer Niederlage bei einem Torverhältnis von 36:15 in die zweite Runde ein. In dieser gewann Catanduvense vier seiner sechs Spiele und kam nochmals eine Runde weiter. In dieser Abschlussrunde erreichte der Klub dann keinen Aufstiegsplatz. Jedoch profitierte er von einer Ligareform. Die fünfte Liga wurde abgeschafft und man spielte ab 2005 in der vierten Liga. Über die Jahre hinweg arbeitete sich Catanduvense im Ligasystem nach oben. 2011 erreichte der Klub in der zweiten Runde der Série A2, der zweiten Liga der Staatsmeisterschaft, den zweiten Platz in seiner Gruppe. Dieser qualifizierte diesen zur Teilnahme an der obersten Spielklasse im Folgejahr.
In der Staatsmeisterschaft 2012 gab Catanduvense am 22. Januar seinen Einstand. Man empfing den Mogi Mirim EC und unterlag mit 0:2. Erst am siebten Spieltag, am 12. Februar beim EC XV de Novembro (Piracicaba) konnte der Klub seinen ersten Erfolg feiern (2:0-Sieg). Bis zum Ende der Meisterschaft sollte nur noch ein weiterer folgen (1:0 gegen AD São Caetano). Des Weiteren konnte Catanduvense noch sieben Unentschieden in seinen 19 Spielen erreichen. Dieses bedeute den vorletzten Platz in der Tabelle und den direkten Wiederabstieg.
In dem Versuch das Image des Klubs zu verbessern, wurde 2017 ein neues Logo vorgestellt, welches keine Hexe mehr enthielt, sondern einen Löwenkopf vor einem Zahnrad.
In der Staatsmeisterschaft folgte der sukzessive Abstieg des Klubs, der sich 2018 in der Segunda Divisão, der vierten Liga, wiederfand. In der Saison 2019 waren die finanziellen Probleme so groß, dass Catanduvense sich Anfang September noch vor Beendigung der Segunda Divisão vom Spielbetrieb zurückzog. 2022 unternahm ein neuer Klubvorstand den Versuch, den Spielbetrieb wieder aufzunehmen, bislang ohne Erfolg. Eine Aktion dabei eine Überarbeitung des Klublogos. Man fügte diesem die Jahreszahl 1970 hinzu, um seine Nachfolge des Grêmio Esportivo darzustellen.

## Teilnahme an Fußballwettbewerben
| Wettbewerb                          | Teilnahmen                      |
| ----------------------------------- | ------------------------------- |
| Staatsmeisterschaft Série A         | 1× – 2012                       |
| Staatsmeisterschaft Série A2        | 6× – 2008–2011, 2013–2015       |
| Staatsmeisterschaft Série A3        | 3× – 2007, 2016–2017            |
| Staatsmeisterschaft Segunda Divisão | 4× – 2005–2006, 2018–2019       |
| Staatsmeisterschaft Série B2        | 1× – 2004                       |
| Staatspokal                         | 6× – 2007–2009, 2011, 2015–2016 |